# アンドレア・デル・カスターニョ

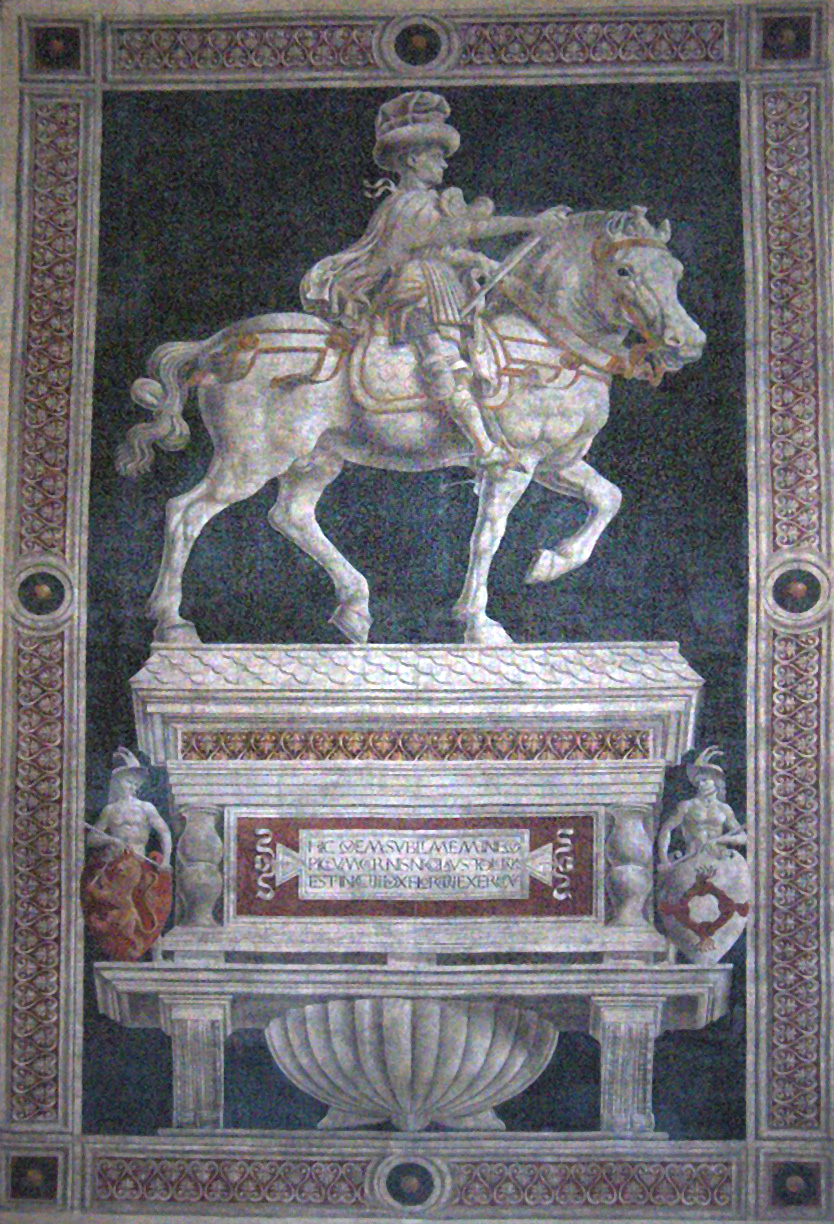
アンドレア・デル・カスターニョ『ニッコロ・ダ・トレンティーノ騎馬像』（1456年）（サンタ・マリア・デル・フィオーレ大聖堂）

アンドレア・デル・カスターニョ（Andrea del Castagno, 1421年頃 - 1457年8月19日）は、15世紀イタリアの画家。フィレンツェ、サンタポッローニア修道院のフレスコ画や、サンタ・マリア・デル・フィオーレ大聖堂にあるニッコロ・ダ・トレンティーノ（1350年頃 - 1435年。フィレンツェの傭兵隊長）の騎馬像（1456年）が有名である。マサッチオ、ジョットの影響を受ける一方、逆に、フェラーラ派のコズメ・トゥーラ、フランチェスコ・デル・コッサ、エルコレ・デ・ロベルティに影響を与えている。

## 生涯

### 20代前半まで
アンドレア・デル・カスターニョは、モンテ・ファルテローナ近郊の村カスターニョ・ダンドレアに生まれた。フィレンツェとミラノの戦争が始まるとコレリアに疎開し、戦争が終わると家に戻った。1440年、フィレンツェに移り、ベルナデット・デ・メディチの保護を受けた。そこでカスターニョはアンギアーリの戦いで絞首刑に処された市民たちの肖像をポデスタ宮の正面に描き、それによりカスターニョは「Andrea degli Impiccati（首くくりのアンドレア）」というニックネームを頂戴した。
確証は何もないが、カスターニョはフィリッポ・リッピとパオロ・ウッチェロの下で徒弟をやっていたという仮説がある。1440年から1441年にかけて、サンタ・マリア・ヌオーヴァ病院に『キリスト磔刑と聖者たち』のフレスコ画を描いた。カスターニョの遠近感を重視した構成や人物像はマサッチオの影響をよく表している。
1442年、カスターニョはヴェネツィアでサン・ザッカリア教会のサン・タラシオ礼拝堂にフレスコ画を描いた。さらにサン・マルコ寺院には『聖母永眠』（1442年 - 1443年）を残した。
フィレンツェに戻ると、カスターニョは地元のサンタ・マリア・デル・フィオーレ大聖堂に『キリスト降架』のステンドグラスをデザインした。1445年5月30日、カスターニョはメディチ家のギルドのメンバーとなった。その年から描き出した『聖母子』は、現在ウフィッツィ美術館のコンティーニ・ボナコッシ・コレクションにある。

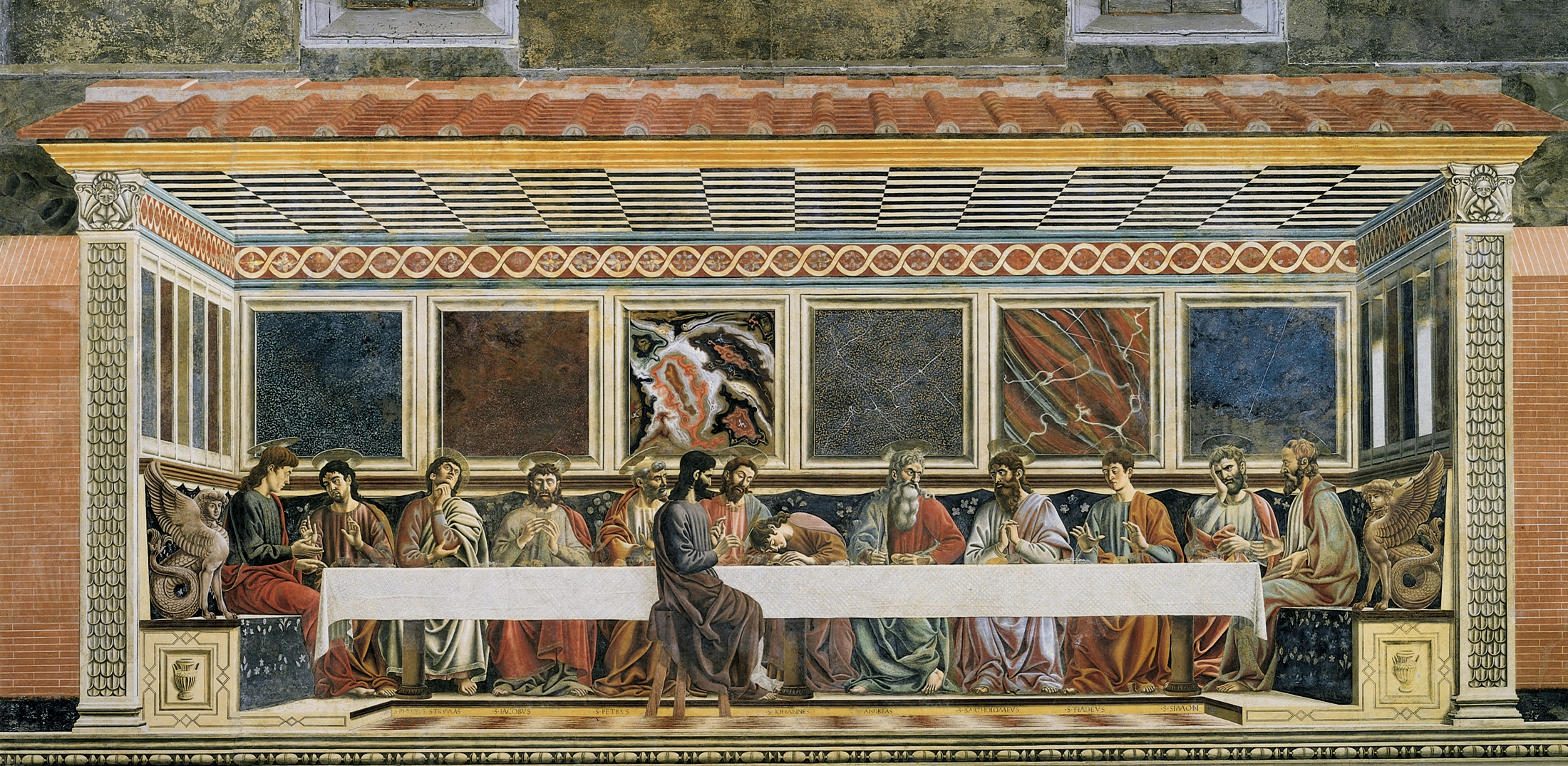
アンドレア・デル・カスターニョ『最後の晩餐』（サンタポッローニア修道院）

### 『最後の晩餐』
1447年、カスターニョはフィレンツェのサンタポッローニア修道院食堂に絵を描いた。その下の部分が『最後の晩餐』というフレスコ画である。他に『キリスト降架』、『キリスト復活』、『キリスト磔刑』も描いたが、現在それらは傷んでいる。さらに回廊の半円形の壁面にも『ピエタ』を描いた。
『最後の晩餐』はカスターニョの才能を最も良く表している。特に注目すべきは、建築学的舞台設定の中での、均整の取れた人物の配置である。たとえば、無邪気に居眠りをしている使徒ヨハネと緊張のあまり背中をぴんと伸ばしているイスカリオテのユダのポーズのコントラスト。十二使徒たちは、最終的に組になる2人の手のポーズが鏡に映したように対比している、そのリアリズム。服の色からポーズまで作品のバランスに貢献している。
このフレスコ画のディテールと自然主義は、カスターニョが初期のスタイルから卒業したことを示している。この絵が描かれた大理石の壁自体が、古代ローマ美術の様式を意識して作られたものであり、柱・彫像も古代ギリシア・ローマの彫刻を思わせる。また、まるで壁の向こうの部屋を見ているようで、トロンプ・ルイユ（騙し絵）の先駆けとも言える。さらに、人物の髪のハイライト、服のたるみ、確実な遠近法などに、さらなる進歩の光明が射している。

### 晩年の活動
1449年から1450年にかけて、カスターニョはサン・ミニアート・フラ・レ・トッリ教会に『聖ジュリアン、聖ミニアトと聖母被昇天』を描いた（現在はベルリンにある）。同じ年、フィリッポ・カルドゥッチと共同で、フィレンツェのレニャイアにあるヴィッラ・カルドゥッチに『高名な人々』の連作を描く。高名な人々とは、ピッポ・スパーノ（オゾラのピポ） Pipo of Ozora、ファリナータ・デッリ・ウベルティ Farinata degli Uberti、ニッコロ・アッチャイオーリ Niccolò Acciaioli、ダンテ、ペトラルカ、ジョヴァンニ・ボッカッチョ、クマエの巫女 Cumaean Sibyl 、エステル、トミリス女王などだった。
さらに、1450年くらいから描き出した絵に、現在ロンドンにある『キリスト磔刑』、ワシントンにある『ダヴィデとゴリアテの首』、『ある男性の肖像』がある。1453年秋には、ドメニコ・ヴェネツィアーノ Domenico Veneziano が制作を途中で放棄した、フィレンツェのサンテジーディオ教会（現在はない）のフレスコ画『聖母の一生の場面』を完成させた。10月、フィリッポ・カルドゥッチからソフィアーノの別荘の仕事の依頼があり、『イヴ』と『聖母子』を描いた。
1455年、カスターニョはフィレンツェのサンティッシマ・アンヌンツィアータ教会に『聖ヒエロニムスと2人の女性聖者と三位一体』を描いた。前者は緊迫感のある写実主義を示している。さらに、サン・アポローニア教会に『キリスト磔刑』を、そして1456年には、サンタ・マリア・デル・フィオーレ大聖堂に有名なフレスコ画『ニッコロ・ダ・トレンティーノ騎馬像』を描いた。その騎馬像は、パオロ・ウッチェロが描いたジョン・ホークウッドの肖像画とよく比較されている。
イタリア・ルネサンスの美術家たちの伝記作家で自身も美術家のジョルジョ・ヴァザーリは、その著書『画家・彫刻家・建築家列伝』の中で、カスターニョはドメニコ・ヴェネツィアーノを殺したと主張している。これはどうにも疑わしい話だ。なぜなら、ヴェネツィアーノが亡くなる4年前（1457年）に、カスターニョは黒死病でこの世を去っているのだから。

## 日本語文献
- 『パオロ・ウッチェロ、ドメニコ・ヴェネツィアーノ、アンドレア・デル・カスターニョ　素描研究と色彩への関心』

アンナリータ・パオリエーリ／諸川春樹・片桐頼継訳
〈イタリア・ルネサンスの巨匠たち11〉東京書籍、1995年